# 윤영탁 (신학자)
윤영탁(尹榮鐸, 1934년 12월 8일~)은 대한민국의 교수이며 신학자이다. 총신대학교에서 구약학 부교수를 했으며 합동신학대학원대학교에서 구약학 교수 및 총장을 역임하였다. 현재는 명예교수이며 그의 아내는 이화여자대학교에서 은퇴한 이귀자 교수이다.

## 학력
- 연세대학교 철학과(B.A.)
- 커버넌트 신학교(Covenant Theological Seminary, M.Div.)
- Hebrew University in Israel (1967-1968 수학)
- Geneva College (D.D.)
- Dropsie University (박사과정 수료, ABD)

## 저서
1. 『구약신학과 신앙』(엠마오)
2. 『아브라함의 하나님』(합신대학원출판부)
3. 『구약성경 학개서 12강- 시대를 움직인 선지자 학개(합신대학원출판부)
4. 『그가 네 머리를 상하게 하리라: 창 3장 15절의 나타난 원복음』(합신대학원출판부)
5. 『알기 쉬운 구약 학개서 해설』 (합신대학원출판부)

## 역서와 역편
1. 『스가랴서 주석』(엠마오)
2. 『 학개·말라기 주석』(여수룬)
3. 『구약성경개론』(엠마오)
4. 『고대 근동의 창조 설화·홍수 설화와 구약성경의 비교』(엠마오)
5. 『욥기이해』(엠마오)
6. 『고난의 종-이사야 53장 주해』(합신대학원출판부)
7. 『구약 신학 논문집』,  (전 10권- 1, 3-5권 (성광문화사) 2, 6-10권 (합신대학원출판부)
8. 『구약 신학 논문 선집』(합신대학원출판부)
9. 『알기 쉬운 구약 성경개론』(두란노서원)

## 기타
그 아들에게 입 맞추라: 수은 윤영탁 박사 은퇴 기념 논총(합동신학대학원출판부)

## 참고 문헌
- 성주진, "수은 윤영탁 박사의  생애와 사상", <한국교회를 빛낸 칼빈주의자들>, 안명준외 (서울: 킹덤북스, 2020)

## 같이 보기
- 박윤선
- 신복윤
- 김명혁
- 한국의 신학자 목록
- 개혁신학자
- 박형용
- 안명준
- 이승구